# Consell General de Guadalupe

Logotip del Consell General

Consell General de Guadalupe és l'òrgan executiu de deliberació del departament francès de Guadalupe (que és també una regió francesa amb un consell regional). La seva seu és a Basse-Terre, al Palau del Consell General, boulevard Félix Eboue. Des de març de 2001, el seu president és Jacques Gillot.

## Composició
El març de 2008, el Consell General de Guadalupe estava format per 40 electes, incloent 4 dones. La majoria de l'esquerra consisteix en "grup socialistes i afins" i es compon de 29 electes (13 de la FGPS). L'oposició dreta s'aplega en el "grup UMP i afins", i inclou 11 elegits (5 divers droite i 2 UMP). També hi ha 4 GUSR, 3 PPDG, 2 PCG, 1 PSG i una dotzena divers gauche

## Presidència
- President: Jacques Gillot (GUSR)
- Vice-presidents : Félix Desplan, Paul Naprix, Jean Bardail, Jacques Bangou, Jules Otto, Dominique Théophile, Georges Hermin, Fabert Michély, Ary Chalus, Germaine Guizonne-Lacréole, Jacques Anselme i Marlène Miraculeux-Bourgeois.